# Antonio Maria Nardi
Antonio Maria Nardi (Ostellato , 14 de Maio de 1897 - Bolonha , 23 de Maio de 1973) foi um pintor e ilustrador italiano. A arte de Nardi se espalha por muitas igrejas do Brasil, Suiça e Itália, a sua obra foi dedicada à arte sacra.

## Biografia

### Inicio da carreira e envolvimento com as artes sacras na Itália
O filho de um empregado do Consórcio da Remediação do Reno (órgão público italiano de drenagem e proteção dos recursos hídricos e naturais da região do Reno), em 1912 Nardi entra na Academia de Belas Artes de Bolonha , onde se especializa nos cursos de pinturas e ornamentados.  Forma-se em 1916, e junto com o diploma recebe o prêmio do Ministério da Educação da Itália como "melhor formado deste ano". Participou dos combates da Primeira Guerra Mundial, a partir de 1915, ano em que completou 18 anos de idade, por consequência para de pintar entre 1916 e 1919. Voltando a pintar quando dá baixa do exército em 1919.

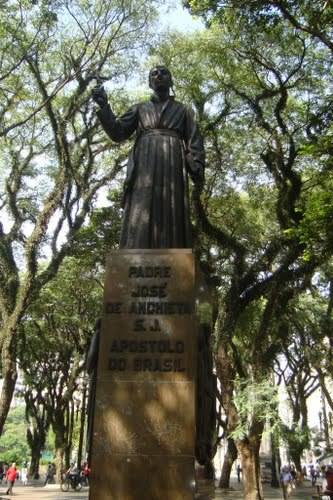
"Monumento ao padre jesuíta José de Anchieta, obra do artista plástico italiano Antonio Maria Nardi, localizado na Praça da Sé, na cidade de São Paulo. Inaugurado em 1954 por ocasião das comemorações dos quatrocentos anos da cidade.

Como ilustrador, ele atua na área editorial desde 1915, e em 1919 começou a colaborar com a Mondadori, a maior editora italiana, sediada em Segrate e fundada em 1907 por Arnoldo Mondadori . Entre 1920 e 1930 faz ilustrações em 50 livros e colabora com várias revistas, incluindo como a prestigiosa publicação La Festa, do poeta italiano Giovanni Papini; participa também da conhecida revista Topolino, que além dos quadrinhos da Disney, apresentava produções de outros autores estadunidenses e italianos; além disto, desta época, também se incluem publicações em Corrierino, Il Corriere dei piccoli, Il giornalino della Domenica, Alba, Il Balilla, Il cartoccino dei piccoli e Cordelia. Fixa residência em Bolonha em 1921, onde morava com sua família, tendo 5 filhos.
A partir dos vinte anos, sua produção artística se concentra no tema religioso. Entre outros, ele cria pinturas e afrescos na localidade de Stienta para a Igreja de Santo Stefano. Em Bolonha para a Igreja de Santa Maria Lacrimosa do Alemanni, a Basílica de St. Anthony, a Igreja do Sagrado Coração de Jesus e a Basílica de San Francesco. Em Parma para a Igreja de San Benedetto. Em Lendinara para a Igreja de Santa Sofia, em Modena para o Santuário da Madonna del Murazzo. Em Cascia para o Mosteiro de Santa Rita da Cascia. Em Adria, para a Catedral de São Pedro e São Paulo. Em Lugano, para o seminário municipal e para o Instituto Santa Catarina. Começa a interessar-se pela pintura mural e particularmente pelo afresco, o qual começa a estudar entre 1930 e 1931.
Na Segunda Guerra Mundial, Nardi é convocado militarmente para atuar na defesa da cidade de Bolonha. Poucas semanas depois da convocação, por questões de saúde, é considerado reformado militar. Para manter-se financeiramente e a sua família passa a fazer pinturas em igrejas das regiões de Emilia-Romagna e Veneto. Posteriormente vai para a Suiça e realiza importantes trabalhos, neste país mantêm contato com personalidades que mantinham relações com o Brasil.
Com a obra O doce dom de Deus, Nardi ganhou o quinto prêmio no Prêmio Cremona de 1940, competição artística realizada na cidade de Cremona de 1939 a 1941. Ainda recebeu anteriormente os prêmios da Sociedade Francesco Francia em 1917 e o Prêmio Curlandese em 1928.[carece de fontes?]

### No Brasil: Imigração e obras
Em 1947 foi e homenageado na cidade do Rio de Janeiro, então capital federal do Brasil com uma exposição pessoal de pinturas patrocinada pelo Ministério da Educação e Cultura do Brasil. Em seguida, em 1949, a veio ao Brasil; visto o sucesso e as muitas encomendas que recebeu de obras de pintura para Igrejas no Rio de Janeiro. Ainda em 1949 ele decidiu se mudar para o Brasil, onde atua não só como pintor e ilustrador, mas também como um escultor e artista de mosaico. Durante sua permanência no Brasil foram proporcionadas centenas de obras-primas de toda espécie, destacam-se painéis com motivos sacros na Igreja do Santíssimo Sacramento, em Cantagalo, município do estado do Rio de Janeiro e, em 1956, as pinturas do teto, os mosaicos e vitrais para a Catedral Nossa Senhora do Rosário, em Serra Negra, município do estado de São Paulo.
Em meados da década de 1950 mota seu estúdio na cidade de Niterói, então capital do estado do Rio de Janeiro. Ao terminar seus vários trabalhos de pintura no Brasil, em 1964, Nardi recebeu das mãos do Cardeal do Rio de Janeiro, D. Jaime de Barros Câmara, o título  de Cavalheiro da Ordem de São Silvestre Papa, ordem honorífica do Vaticano; título esse dado aos mais famosos artistas que realizaram importantes obras religiosas desde tempos antigos</ref> (As primeiras honrarias das quais encontra-se vestígios datam de 14 de abril de 1539, quando foi conferido pelo papa Paulo III à família Sforza, que governou o então ducado de Milão. Em 1905, o Papa Pio X reformou a Ordem).[carece de fontes?]

### Retorno à Itália
Em abril de 1965, depois do Golpe de 1964 no Brasil, Nardi retorna à Itália; tal retorno foi motivado por diversos motivos: por idade avançada e saúde debilitada, pela possibilidade de trabalhos menos exaustivos naquele país e por parte de alguns de seus filhos terem se casado e ido para a Itália. Em 1970, como artista consagrado, Nardi foi indicado como membro da Accademia Clementina, instituição de educação artística e cultural de nível universitário, localizada em Bolonha. Veio a falecer na Itália em 1973.[carece de fontes?]
Seu filho Andrea Fausto e seu sobrinho Adriano Nardi também são pintores.
Na Itália, Nardi continua festejado e relembrado pelo conjunto de sua obra, apesar de pouco conhecido no Brasil. Depois de sua morte, em território italiano, continuaram ocorrendo exposições póstumas, notadamente em Milão, Bolonha. Em 1986, é realizada a retrospectiva Antonio  Maria Nardi: um descobrimento póstumo, na Galleria d'Arte Ponte Rosso, Milão. A última ocorrida foi Fate soavemente scarmigliate: Antonio Maria  Nardi illustratore, 1897-1973, no Museo dell'Illustrazione, em Ferrara, em 1997, por ocasião do centenário de seu nascimento.

## Obras no Brasil[3]

### decoração
- Decoração do refeitório do Seminário Salesiano de Brasília.
- Decoração da Igreja de Nossa Senhora da Glória, no Largo do Machado, na Zona Sul da cidade do Rio de Janeiro;
- Decoração da capela do Seminário de Eugenópolis (MG),;
- Decoração da Igreja de Nossa Senhora do Perpétuo Socorro, no Grajaú bairro da Zona Norte da cidade do Rio de Janeiro;

### retábulos
- Construção de retábulos para a Capela do Colégio Pio XII, em Belo Horizonte;
- Construção de retábulos para a Igreja do Faculdade Padre Anchieta em Jundiaí (SP);

### vitrais
- Produção de vitrais para a Igreja do Coração de Jesus, em Porto Alegre (RS);
- Produção de vitrais para a Igreja de São Judas Tadeu, no Cosme Velho, bairro da Zona Sul da cidade do Rio de Janeiro;
- Produção de vitrais para a Igreja São Sebastião, em Porto Ferreira (SP);
- Produção de vitrais para a Igreja de Nossa Senhora Aparecida, em Pirajuí (SP);
- Produção de vitrais para o Santuário Nacional das Almas e para a Igreja de Nossa Senhora Auxiliadora em Niterói (RJ);
- Produção de vitrais para a Igreja do Santíssimo Sacramento em Cantagalo (RJ);
- Produção de vitrais para a Igreja de Santa Maria Madalena, em Santa Maria Madalena (RJ),
- Produção de vitrais para a Igreja de Nossa Senhora do Carmo, em Vicente de Carvalho, bairro da Zona Norte da cidade do Rio de Janeiro;
- Produção de vitrais para a Igreja de Nossa Senhora de Fátima, no Riachuelo, bairro da Zona Norte da cidade do Rio de Janeiro;
- Produção de vitrais para a capela do Colégio Espírito Santo, em Bagé (RS);

### quadros
- Produção de quadros diversos para a Igreja de São Francisco Xavier, na Tijuca, bairro da Zona Norte da cidade do Rio de Janeiro;
- Produção de quadros diversos da Via Crucis para a Igreja da Sagrada Família, na Rua do Livramento, na zona portuária da cidade do Rio de Janeiro,
- Produção de quadros diversos para a Igreja de Santo Antônio, no Largo da Carioca, na área central da cidade do Rio de Janeiro;

### outras
- Produção de esculturas, quadros e vitrais para a capela da Casa de Saúde São José, na rua Macedo Sobrinho, no Humaitá, bairro da Zona Sul da cidade do Rio de Janeiro;
- Produção de dos vitrais e dos mosaicos para a Igreja Nossa Senhora do Rosário, em Serra Negra (SP).